# Зангезурски хребет
Зангезурският хребет (на арменски: Զանգեզուրի լեռնաշղթա; на азербайджански: Zəngəzur silsiləsi; на руски: Зангезурский хребет) е планински хребет, част от система на Арменската планинска земя.
Простира се на около 130 km в меридионално направление, по границата между Армения и Азербайджан (Нахичеванска автономна република), от горните течения на реките Тертер (десен приток на Кура) и Арпа (Арпачай, ляв приток на Аракс) на север до река Аракс (десен приток на Кура) на юг. На запад се свързва с Айоцдзорския хребет, на изток – с Баргушатския хребет, а на югоизток, чрез прохода Дебаклу (2483 m) – с Мегринския хребет. Максимална височина връх Капуджик 3904 m, (39°09′34″ с. ш. 46°00′12″ и. д. / 39.159444° с. ш. 46.003333° и. д.), издигащ се в южната му част, на границата между двете страни. Други по-високи върхове са: Газанасар 3829 m, Сисакапар 3826 m, Параван 3825 m, Бстасар 2563 m, Сарцали 3433 m, Наапет 3376 m и др. Изграден е от гранити и гранодиорити, в които са открити и се експлоатират находища на медни и молибденови руди. От него водят началото си множество леви притоци на Аракс: от западните склонове – Арпа (Арпачай), Нахичеванчай, Гилянчай и др.; от източните склонове – Воротан (Базарчай), Охчи (Охчучай), Мегри и др. Западните му склонове са покрити със степна и полупустинна растителност, а източните (над 800 m) – с редки широколистни гори (дъб, габър, ясен, клен) и субалпийски пасища. В северната му, по-ниска част се намират проходите Кочбак, през който преминава шосето между градовете Сисиан и Джермук и Биченекски (2346 m) – шосето между Сисиан и Нахичеван. В източното му подножие, на територията на Армения са разположени градовете Сисиан и Каджаран и сгт Дастакерт, а в западното му подножие, на територията на Нахичеванска автономна република – град Ордубад и сгт Парагачай.

## Топографска карта
- J-38-8 М 1:100000[2]
- J-38-20 М 1:100000[3]
- J-38-32 М 1:100000[4]
- J-38-33 М 1:100000[5]
- J-38-45 М 1:100000[6]